# 阿蒂爾二世 (布列塔尼)

阿蒂尔二世的家徽

阿蒂尔二世（法語：Arthur II，1261年7月25日—1312年8月27日）法国封建领主，布列塔尼公爵（1305年－1312年在位）。
阿蒂尔二世为布列塔尼公爵约翰二世的长子，母亲为英格兰公主比阿特丽丝。他的外祖父是英格兰的亨利三世。
1275年，阿蒂尔二世与利摩日女子爵玛丽·德·利摩日结婚。他们育有以下子女：
1. 约翰三世
2. 居伊七世（英语：Guy de Penthièvre），利摩日子爵
3. 皮埃尔

1294年，阿蒂尔二世与第二个妻子蒙福尔女伯爵尤兰德·德·蒙福尔结婚。他们育有以下子女：
1. 让·德·蒙福尔，蒙福尔伯爵
2. 比阿特丽克丝·德·布列塔尼
3. 让娜
4. 阿历克丝·德·布列塔尼
5. 布朗歇
6. 玛丽

阿蒂尔二世通过他的两次婚姻，使利摩日和蒙福尔成为本家族的领地。
儘管繼位初，阿蒂尔二世曾擔任英格兰国王爱德华一世所派駐到蘇格蘭的代理人；但他挫败了愛德華吞并布列塔尼的企图（布列塔尼被法国国王腓力四世割让给爱德华一世），使公国的政权保留在了本家族手中。